# NGC 6699
NGC 6699 este o galaxie situată în constelația Păunul. A fost descoperită în 12 iulie 1834 de către John Herschel. Se află la o distanță de 48,39 de megaparseci de Pământ.